# Chlorocypha ghesquierei
Chlorocypha ghesquierei – gatunek ważki z rodziny Chlorocyphidae.